# Austromenopon stammeri
Austromenopon stammeri är en insektsart som beskrevs av Günter Timmermann 1963. Austromenopon stammeri ingår i släktet Austromenopon och familjen spolätare. Inga underarter finns listade i Catalogue of Life.